# Грабов над Просном
Грабов над Просном (пољ. Grabów nad Prosną) град је у Пољској у Војводству великопољском. По подацима из 2012. године број становника у месту је био 1967.
.

## Становништво
| 2012. |
| ----- |
| 1.967 |